# The Wanted/Diskografie
Diese Diskografie ist eine Übersicht über die musikalischen Werke der britisch-irischen Boygroup The Wanted. Den Schallplattenauszeichnungen hat sie bisher mehr als 9,7 Millionen Tonträger verkauft, davon alleine in ihrer Heimat über 3,3 Millionen. Ihre erfolgreichste Veröffentlichung ist die Single Glad You Came mit über 5,7 Millionen verkauften Einheiten.

## Alben

### Studioalben
| Jahr | Titel         | Höchstplatzierung, Gesamtwochen, AuszeichnungChartplatzierungen (Jahr, Titel, Platzierungen, Wochen, Auszeichnungen, Anmerkungen) | Höchstplatzierung, Gesamtwochen, AuszeichnungChartplatzierungen (Jahr, Titel, Platzierungen, Wochen, Auszeichnungen, Anmerkungen) | Höchstplatzierung, Gesamtwochen, AuszeichnungChartplatzierungen (Jahr, Titel, Platzierungen, Wochen, Auszeichnungen, Anmerkungen) | Höchstplatzierung, Gesamtwochen, AuszeichnungChartplatzierungen (Jahr, Titel, Platzierungen, Wochen, Auszeichnungen, Anmerkungen) | Höchstplatzierung, Gesamtwochen, AuszeichnungChartplatzierungen (Jahr, Titel, Platzierungen, Wochen, Auszeichnungen, Anmerkungen) | Höchstplatzierung, Gesamtwochen, AuszeichnungChartplatzierungen (Jahr, Titel, Platzierungen, Wochen, Auszeichnungen, Anmerkungen) | Anmerkungen                            |
| Jahr | Titel         | DE | AT | CH | UK | US | IE | Anmerkungen                            |
| ---- | ------------- | --- | --- | --- | --- | --- | --- | -------------------------------------- |
| 2010 | The Wanted    | — | — | — | UK4 Platin · (52 Wo.)UK | — | IE11 (12 Wo.)IE | Erstveröffentlichung: 22. Oktober 2010 |
| 2011 | Battleground  | — | — | — | UK5 Platin · (17 Wo.)UK | — | IE4 Gold · (17 Wo.)IE | Erstveröffentlichung: 4. November 2011 |
| 2013 | Word of Mouth | — | — | — | UK9 Gold · (7 Wo.)UK | US17 (2 Wo.)US | IE10 (9 Wo.)IE | Erstveröffentlichung: 4. November 2013 |

### Kompilationen
| Jahr | Titel                          | Höchstplatzierung, Gesamtwochen, AuszeichnungChartplatzierungen (Jahr, Titel, Platzierungen, Wochen, Auszeichnungen, Anmerkungen) | Höchstplatzierung, Gesamtwochen, AuszeichnungChartplatzierungen (Jahr, Titel, Platzierungen, Wochen, Auszeichnungen, Anmerkungen) | Höchstplatzierung, Gesamtwochen, AuszeichnungChartplatzierungen (Jahr, Titel, Platzierungen, Wochen, Auszeichnungen, Anmerkungen) | Höchstplatzierung, Gesamtwochen, AuszeichnungChartplatzierungen (Jahr, Titel, Platzierungen, Wochen, Auszeichnungen, Anmerkungen) | Höchstplatzierung, Gesamtwochen, AuszeichnungChartplatzierungen (Jahr, Titel, Platzierungen, Wochen, Auszeichnungen, Anmerkungen) | Höchstplatzierung, Gesamtwochen, AuszeichnungChartplatzierungen (Jahr, Titel, Platzierungen, Wochen, Auszeichnungen, Anmerkungen) | Anmerkungen                             |
| Jahr | Titel                          | DE | AT | CH | UK | US | IE | Anmerkungen                             |
| ---- | ------------------------------ | --- | --- | --- | --- | --- | --- | --------------------------------------- |
| 2021 | Most Wanted: The Greatest Hits | — | — | — | UK8 Silber · (3 Wo.)UK | — | — | Erstveröffentlichung: 12. November 2021 |

### EPs
| Jahr | Titel      | Höchstplatzierung, Gesamtwochen, AuszeichnungChartplatzierungen (Jahr, Titel, Platzierungen, Wochen, Auszeichnungen, Anmerkungen) | Höchstplatzierung, Gesamtwochen, AuszeichnungChartplatzierungen (Jahr, Titel, Platzierungen, Wochen, Auszeichnungen, Anmerkungen) | Höchstplatzierung, Gesamtwochen, AuszeichnungChartplatzierungen (Jahr, Titel, Platzierungen, Wochen, Auszeichnungen, Anmerkungen) | Höchstplatzierung, Gesamtwochen, AuszeichnungChartplatzierungen (Jahr, Titel, Platzierungen, Wochen, Auszeichnungen, Anmerkungen) | Höchstplatzierung, Gesamtwochen, AuszeichnungChartplatzierungen (Jahr, Titel, Platzierungen, Wochen, Auszeichnungen, Anmerkungen) | Höchstplatzierung, Gesamtwochen, AuszeichnungChartplatzierungen (Jahr, Titel, Platzierungen, Wochen, Auszeichnungen, Anmerkungen) | Anmerkungen                          |
| Jahr | Titel      | DE | AT | CH | UK | US | IE | Anmerkungen                          |
| ---- | ---------- | --- | --- | --- | --- | --- | --- | ------------------------------------ |
| 2012 | The Wanted | — | — | — | — | US7 (20 Wo.)US | — | Erstveröffentlichung: 24. April 2012 |

## Singles
| Jahr | Titel Album                          | Höchstplatzierung, Gesamtwochen, AuszeichnungChartplatzierungen (Jahr, Titel, Album, Platzierungen, Wochen, Auszeichnungen, Anmerkungen) | Höchstplatzierung, Gesamtwochen, AuszeichnungChartplatzierungen (Jahr, Titel, Album, Platzierungen, Wochen, Auszeichnungen, Anmerkungen) | Höchstplatzierung, Gesamtwochen, AuszeichnungChartplatzierungen (Jahr, Titel, Album, Platzierungen, Wochen, Auszeichnungen, Anmerkungen) | Höchstplatzierung, Gesamtwochen, AuszeichnungChartplatzierungen (Jahr, Titel, Album, Platzierungen, Wochen, Auszeichnungen, Anmerkungen) | Höchstplatzierung, Gesamtwochen, AuszeichnungChartplatzierungen (Jahr, Titel, Album, Platzierungen, Wochen, Auszeichnungen, Anmerkungen) | Höchstplatzierung, Gesamtwochen, AuszeichnungChartplatzierungen (Jahr, Titel, Album, Platzierungen, Wochen, Auszeichnungen, Anmerkungen) | Anmerkungen                             |
| Jahr | Titel Album                          | DE | AT | CH | UK | US | IE | Anmerkungen                             |
| ---- | ------------------------------------ | --- | --- | --- | --- | --- | --- | --------------------------------------- |
| 2010 | All Time Low The Wanted              | DE44 (4 Wo.)DE | — | — | UK1 Platin · (31 Wo.)UK | — | IE13 (12 Wo.)IE | Erstveröffentlichung: 25. Juli 2010     |
| 2010 | Heart Vacancy The Wanted             | — | — | — | UK2 Silber · (13 Wo.)UK | — | IE18 (5 Wo.)IE | Erstveröffentlichung: 17. Oktober 2010  |
| 2010 | Lose My Mind The Wanted              | — | — | — | UK19 (12 Wo.)UK | — | IE30 (4 Wo.)IE | Erstveröffentlichung: 26. Dezember 2010 |
| 2011 | Gold Forever Battleground            | — | — | — | UK3 Silber · (11 Wo.)UK | — | IE13 (8 Wo.)IE | Erstveröffentlichung: 13. März 2011     |
| 2011 | Glad You Came Battleground           | — | AT68 (3 Wo.)AT | — | UK1 ×2Doppelplatin · (22 Wo.)UK | US3 ×3Dreifachplatin · (37 Wo.)US | IE1 (25 Wo.)IE | Erstveröffentlichung: 10. Juli 2011     |
| 2011 | Lightning Battleground               | — | — | — | UK2 Silber · (18 Wo.)UK | — | IE5 (4 Wo.)IE | Erstveröffentlichung: 14. Oktober 2011  |
| 2011 | Warzone Battleground                 | — | — | — | UK21 (10 Wo.)UK | — | IE27 (3 Wo.)IE | Erstveröffentlichung: 23. Dezember 2011 |
| 2012 | Chasing the Sun The Wanted: The EP   | DE17 Gold · (26 Wo.)DE | AT5 (19 Wo.)AT | CH49 (11 Wo.)CH | UK2 Gold · (16 Wo.)UK | US50 Gold · (15 Wo.)US | IE4 (18 Wo.)IE | Erstveröffentlichung: 17. April 2012    |
| 2012 | I Found You Word of Mouth            | — | — | — | UK3 (6 Wo.)UK | US89 (2 Wo.)US | IE8 (9 Wo.)IE | Erstveröffentlichung: 4. November 2012  |
| 2013 | Walks Like Rihanna Word of Mouth     | DE54 (6 Wo.)DE | AT50 (5 Wo.)AT | — | UK4 Gold · (10 Wo.)UK | — | IE3 (9 Wo.)IE | Erstveröffentlichung: 10. Mai 2013      |
| 2013 | We Own the Night Word of Mouth       | — | — | — | UK10 (8 Wo.)UK | US94 (1 Wo.)US | IE13 (11 Wo.)IE | Erstveröffentlichung: 11. August 2013   |
| 2013 | Could This Be Love Word of Mouth     | — | — | — | UK77 (1 Wo.)UK | — | — | Erstveröffentlichung: Oktober 2013      |
| 2013 | Show Me Love (America) Word of Mouth | — | — | — | UK8 (4 Wo.)UK | — | IE18 (5 Wo.)IE | Erstveröffentlichung: 28. Oktober 2013  |

Weitere Singles
- 2014: Glow in the Dark
- 2021: Rule the World
- 2022: Gold Forever (For Tom)

## Statistik

### Chartauswertung
|                     | DE    | AT    | CH    | UK    | US    | IE    |
| ------------------- | ----- | ----- | ----- | ----- | ----- | ----- |
| Nummer-eins-Alben   | DE—DE | AT—AT | CH—CH | UK—UK | US—US | IE—IE |
| Top-10-Alben        | DE—DE | AT—AT | CH—CH | UK4UK | US1US | IE2IE |
| Alben in den Charts | DE—DE | AT—AT | CH—CH | UK4UK | US2US | IE3IE |

|                       | DE    | AT    | CH    | UK     | US    | IE     |
| --------------------- | ----- | ----- | ----- | ------ | ----- | ------ |
| Nummer-eins-Singles   | DE—DE | AT—AT | CH—CH | UK2UK  | US—US | IE1IE  |
| Top-10-Singles        | DE—DE | AT1AT | CH—CH | UK10UK | US1US | IE5IE  |
| Singles in den Charts | DE3DE | AT3AT | CH1CH | UK13UK | US4US | IE12IE |

### Auszeichnungen für Musikverkäufe
| Goldene Schallplatte - Brasilien - 2024: für die Single We Own the Night - 2024: für die Single I Found You - Italien - 2014: für die Single Glad You Came - Kanada - 2013: für die Single I Found You - Neuseeland - 2012: für die Single Chasing the Sun - 2021: für das Album Battleground - Norwegen - 2013: für das Streaming Chasing the Sun - 2013: für die Single Glad You Came - Spanien - 2024: für die Single Glad You Came Platin-Schallplatte - Australien - 2012: für die Single Chasing the Sun - 2012: für die Single Glad You Came - Kanada - 2013: für die Single Chasing the Sun - Mexiko - 2013: für das Album Word of Mouth - Neuseeland - 2012: für die Single Glad You Came - Norwegen - 2013: für das Streaming Glad You Came | 5× Platin-Schallplatte - Kanada - 2013: für die Single Glad You Came Diamantene Schallplatte - Brasilien - 2024: für die Single Chasing the Sun 4× Diamantene Schallplatte - Brasilien - 2024: für die Single Glad You Came |

Anmerkung: Auszeichnungen in Ländern aus den Charttabellen bzw. Chartboxen sind in ebendiesen zu finden.
| Land/RegionAuszeichnungen für Musikverkäufe (Land/Region, Auszeichnungen, Verkäufe, Quellen) | Silber     | Gold       | Platin       | Diamant     | Verkäufe  | Quellen                       |
| -------------------------------------------------------------------------------------------- | ---------- | ---------- | ------------ | ----------- | --------- | ----------------------------- |
| Australien (ARIA)                                                                            | —          | —          | 2× Platin2   | —           | 140.000   | aria.com.au                   |
| Brasilien (PMB)                                                                              | —          | 2× Gold2   | —            | 5× Diamant5 | 1.310.000 | pro-musicabr.org.br           |
| Deutschland (BVMI)                                                                           | —          | Gold1      | —            | —           | 150.000   | musikindustrie.de             |
| Irland (IRMA)                                                                                | —          | Gold1      | —            | —           | 7.500     | irishcharts.ie                |
| Italien (FIMI)                                                                               | —          | Gold1      | —            | —           | 15.000    | fimi.it                       |
| Kanada (MC)                                                                                  | —          | Gold1      | 6× Platin6   | —           | 520.000   | musiccanada.com               |
| Mexiko (AMPROFON)                                                                            | —          | —          | Platin1      | —           | 60.000    | amprofon.com.mx               |
| Neuseeland (RMNZ)                                                                            | —          | 2× Gold2   | Platin1      | —           | 30.000    | aotearoamusiccharts.co.nz NZ2 |
| Norwegen (IFPI)                                                                              | —          | 2× Gold2   | Platin1      | —           | 5.000     | ifpi.no                       |
| Spanien (Promusicae)                                                                         | —          | Gold1      | —            | —           | 30.000    | elportaldemusica.es           |
| Vereinigte Staaten (RIAA)                                                                    | —          | Gold1      | 3× Platin3   | —           | 3.500.000 | riaa.com                      |
| Vereinigtes Königreich (BPI)                                                                 | 4× Silber4 | 3× Gold3   | 5× Platin5   | —           | 3.960.000 | bpi.co.uk                     |
| Insgesamt                                                                                    | 4× Silber4 | 15× Gold15 | 19× Platin19 | 5× Diamant5 |           |                               |